# Iwan der Narr

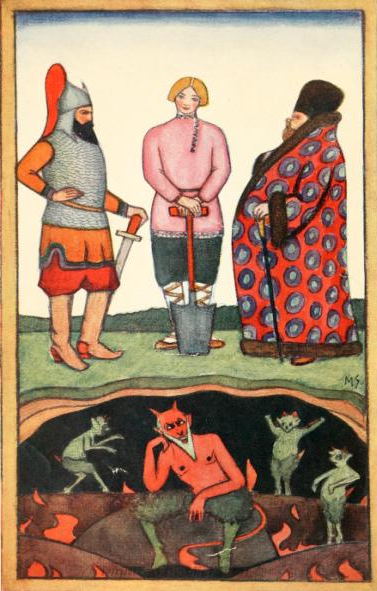
Illustration zu dem Märchen
Iwan der Narr.
Illustrator: Michael Sevier (anno 1916)

Iwan der Narr, auch Das Märchen von Iwan dem Narren, Iwan der Narr und seine Brüder und Das Märchen vom einfältigen Iwan sowie Das Märchen von Iwan dem Dummkopf (russisch Сказка об Иване-дураке, Skaska ob Iwane-durake), ist eine in Märchengestalt gekleidete politische Satire von Lew Tolstoi, die 1885 entstand und 1886 in den Werken des Grafen L. N. Tolstoi erschien. 1982 kam der Text in Bd. 10 Powesti und Erzählungen 1872–1886 der 22-bändigen Tolstoi-Ausgabe im Verlag für Künstlerische Literatur in Moskau heraus.

## Inhalt
Vor Zeiten in einem Königreich: Der junge Bauer Iwan ernährt gemeinsam mit seiner stummen Schwester Melania die Eltern. Iwan besitzt zwei Wurzeln. Damit kann er jeden Schmerz heilen. Die eine gibt er seinem alten kranken Hund zu fressen und die andere einer krummhändigen Bettlerin zu essen. Beide „Patienten“ werden auf der Stelle gesund. Der alte König verspricht dem Untertanen, der ledig ist und seine kranke Tochter heilt, diese zur Frau. Als Iwans Eltern davon hören, schelten sie den Sohn einen Narren. Wie konnte er nur seine Zauberwurzeln so vergeuden! Iwan geht trotzdem hin. Er muss zu der Königstochter lediglich die Treppe hinaufsteigen und schon wird sie gesund. Fortan leben Iwan und seine beiden Brüder, der tapfere Simeon und der dicke Taras, ein königliches Leben. Bald wird es Iwan zu langweilig. Er verlässt den Palast und kehrt zu seiner stummen Schwester heim. Beide ernähren die Eltern wie eh und je mit ihrer Hände Arbeit. Die Minister bejammern den unhaltbaren Zustand ohne regierenden König Iwan. Die Beamten können nicht mehr bezahlt werden. „Ei was“, versetzt der Herrscher Iwan, sollen die Beamten Mist fahren. Sie haben doch schon eine Menge davon gemacht. Iwans Frau, die junge Königin – auch eine Närrin – denkt lange nach, zieht ihre Robe aus und arbeitet zusammen mit ihrem Manne und der Schwägerin Melania auf dem Acker. Alle Klugen verlassen das Reich. Nur die Einfältigen bleiben und kommen ohne Geld aus.
Weil die drei kleinen Teufel die drei regierenden Brüder Iwan, Simeon und Taras partout nicht entzweien konnten, muss sich der alte Oberteufel höchstpersönlich in Sachen Bruderzwist ins Königreich begeben. Der Teufel verwandelt sich in einen Feldherrn und hetzt den tapferen Simeon in einen Feldzug gegen den König von Indien. Simeon verliert. Der tapfere Krieger läuft davon, immer der Nase nach. Als nächsten kriegt der alte Teufel den dicken Taras mit Geldgeschäften klein. Zuletzt beißt sich der Teufel aber an Iwan die Zähne aus. Iwan und die im Königreiche verbliebenen Narren verschmähen die blanken Goldstücke des Teufels. Der Teufel greift zu seinem letzten Mittel – der Kopfarbeit. Iwan lässt dem Teufel eine hohe Warte errichten, von der herab der Leibhaftige tagelang vor dem unbeeindruckten Volke zu seinem Lieblingsthema redet: wie der Mensch ohne Arbeit gut leben kann. Als der Teufel schließlich nach ein paar Tagen ermattet mit dem Kopf gegen eine Säule der hohen Warte schlägt, stolpert er, schlägt kopfüber, jede Stufe zählend, die Treppe hinunter und versinkt in der Erde. Ein Loch bleibt.

## Selbstzeugnis
Tolstoi schreibt an Paul Boyer über Nichtsesshafte, also über Tolstois Vorbilder zur Gestalt des Iwan: „Von diesen Leuten … kann man nur lernen. Als ich früher mit ihnen plauderte, … die unser Land durchziehen, schrieb ich mir sorgfältig diejenigen ihrer Ausdrücke auf, die ich zum erstenmal hörte – gute, gediegene, altrussische Ausdrücke … Ja, der Geist der Sprache ist in diesen Menschen lebendig.“

## Rezeption
Semjon Moissejewitsch Breitburg schreibt: Die unter der scheinbar unverfänglichen Bezeichnung Märchen geschriebene Satire auf Monarchie, Militär und Kapital habe der Verfasser von Anfang an mit einer ungewissen Furcht vor der Zensur im Hinterkopf geschrieben. Solche Ängste hätten sich zunächst als unbegründet erwiesen. Der Text, im April 1886 der russischen Zensur vorgelegt, wurde noch im selben Jahr gedruckt. Allerdings richtete die Zensur, angeregt durch polizeiliche und klerikale Intervention – die moralischen und religiösen Auffassungen des Autors betreffend, in der Nachauflage anno 1892 der ganz oben genannten Werke des Grafen L. N. Tolstoi ihr Augenmerk wiederum auf Iwan den Narren. Die Moskauer Zensur verbot den Text zwischenzeitlich bis 1906.

## Adaptionen
- 31. Dezember 1978, Rundfunk der DDR, Regie: Annegret Berger: Eintrag in der ARD-Hörspieldatenbank
- 2011 Deutschlandfunk. Beatrix Langner: Kinderhörspiel

## Deutschsprachige Ausgaben
- Das Märchen vom einfältigen Iwan und seinen beiden Brüdern. S. 183–194 in: Tilly Bergner, Marina Renner: Tolstoi. Ein Lesebuch für unsere Zeit. Thüringer Volksverlag, Weimar 1952 (verwendete Ausgabe)
- Das Märchen von Iwan dem Narren. Deutsch von Arthur Luther. S. 189–222 in: Gisela Drohla (Hrsg.): Leo N. Tolstoj. Sämtliche Erzählungen. Fünfter Band. Insel, Frankfurt am Main 1961 (2. Aufl. der Ausgabe in acht Bänden 1982)
- Leo Tolstoi: Iwan der Narr. Ein russisches Märchen nacherzählt und illustriert von Laurenz Laurenzzi. Norderstedt 2010, ISBN 978-3-8391-1533-6

## Anmerkung
1. ↑  Anno 1961 schreibt Gisela Drohla (Deutschsprachige Ausgaben siehe oben in diesem Artikel) im letzten Band ihrer achtbändigen Tolstoi-Ausgabe auf S. 277, 1. Z.v.u., Iwans tapferer Bruder Simeon stehe für den Militarismus unter Nikolaus I. und Iwans beleibter Bruder Taras für den Kapitalismus.